# Jo Gérard
Pour les articles homonymes, voir Gérard.
Jo Gérard est un historien et journaliste belge né à Anvers le 29 avril 1919 et mort à Bruxelles le 15 janvier 2006.

## Biographie
Jo Gérard fit ses humanités au collège Saint-Michel de Bruxelles et obtint le diplôme de licencié en histoire à l'Université catholique de Louvain. Il exerça les professions de journaliste et d'historien vulgarisateur. Grand partisan de l'unité de la Belgique, il est l'auteur de nombreux ouvrages sur l'histoire de Belgique et sur la monarchie.
Jo Gérard avait, dans son adolescence, adhéré un temps au mouvement rexiste. Dès 1937, alors qu'il n'avait que 18 ans, il s'était cependant distancé du mouvement fondé par Léon Degrelle. Il signa d'ailleurs des articles dans La Libre Belgique clandestine sous l'Occupation, et effectua des missions pour le Réseau Socrate.

## Europe Magazine
Fervent royaliste, issu d'un milieu conservateur, foncièrement anticommuniste, il fut un membre des plus actifs dans la rédaction d’Europe Magazine, un périodique regroupant plusieurs collaborateurs intellectuels de l'occupation,,. Il s'en est cependant également distancié au début des années 1970, lorsque le magazine prit, sous le titre de Nouvel Europe Magazine, une coloration de plus en plus extrémiste, après l'arrivée à sa tête d’Émile Lecerf. 
Opposé à Jo Gérard, Émile Lecerf était connu pour avoir été l'un des rédacteurs d'une revue collaborationniste durant l'occupation nazie de la Belgique  et ensuite dirigeant de plusieurs organisations d'extrême droite belge  .
Jo Gérard fut également adhérent de l'Association Louis XVI-Belgique, section belge de l'association française du même nom, d'obédience maurrassienne, antilaïque et antiparlementaire, adepte de la célébration des contre-révolutionnaires vendéens. Comme d'autres de ses membres, la présidente belge de cette association royaliste rejoindra le Front national belge  .
En 1964, dans Europe Magazine, Jo Gérard dressa un portrait élogieux du livre du négationniste français Paul Rassinier « Le drame des juifs européens », la conclusion de son article étant : « Qu’un million de Juifs aient péri de 1940 à 1945, voilà qui est assez abominable. Qu’il faille encore en rajouter à pareille hécatombe au moyen de faux documents, de témoignages d’une fragilité extrême, de statistiques outrageusement gonflées, que l’État d’Israël prétende être indemnisé de six millions de  morts et qu’on se serve de ce chiffre totalement inexact à des fins politiques en Europe et platement financières à Tel-Aviv, voilà qui dépasse les limites. ».

## Vulgarisateur historique
Jo Gérard fut également chroniqueur sur Télé Bruxelles, et présentait des émissions de vulgarisation historique à la RTBF et sur RTL.  Il écrivait également des articles historiques à destination des enfants dans le journal « Tremplin », largement diffusé dans les écoles du réseau libre catholique belge dans les années 1970. Certaines de ses publications sont signées Clio.
Pendant quinze ans, il a écrit un édito très lu en première page de l'hebdomadaire gratuit "Belgique no 1" en signant Le Râleur.

## Publications
- Ces 2.000 ans qui firent l'Église, Promolivre
- Ces 2.000 ans qui firent l'Europe, Promolivre
- Le livre secret des Templiers, Promolivre
- Télé-Bruxelles raconte Bruxelles
- Les grands commis de Léopold II, Charles Dessart, Bruxelles, 1941
- Le prince de Ligne, Goemaere, Bruxelles, 1943
- Tempête sur le palais, Pierre Blanc, Editeur, 1952
- Une famille belge en Arabie saoudite, Arts et Voyages, Bruxelles, 1966
- 14-18 insolite, rien que des aventures extraordinaires, Meddens, Bruxelles, 1966
- Charlemagne, un fameux gaillard, Bruxelles, 1967
- Notre voisine allemande, Arts et Voyages, Bruxelles, 1968
- Cette Chine, pilote de L'Asie, Reflets, Bruxelles, 1971 (traduit en Néerlandais: China, voorbeeld voor Azië, 1976)
- Vivre en Rhodésie, Reflets, Bruxelles, 1973
- Quand la Belgique était bourguignonne, Paul Legrain, Bruxelles, 1974
- Quand la Belgique était espagnole, Paul Legrain, Bruxelles, 1975
- La Belgique sous l'occupation 1940-1944, Meddens, Bruxelles, 1974 (traduit en Néerlandais: België tijdens de bezetting 1940-1944, 1974)
- La Belgique en 1900, Meddens, Bruxelles, 1975 (traduit en Néerlandais: België 1900, 1975)
- La Belgique d'Albert Ier, Paul Legrain, Bruxelles, 1975
- Belgique. Les années folles, 1976 (traduit en Néerlandais: België. De dolle jaren, 1976)
- Quand la Belgique était autrichienne, Paul Legrain, Bruxelles, 1976
- Quand la Belgique était française, Paul Legrain, Bruxelles, 1977
- Rubens et son époque, Paul Legrain, Bruxelles, 1977
- Europa 1900, Heideland-Orbis, Hasselt, 1977
- Les dames de Laeken, Gand, 1978
- Brueghel et son époque, Paul Legrain, Bruxelles, 1978
- La mode 1830-1920, Meddens, Bruxelles, 1978
- De mode 1830-1920, Heideland-Orbis,Hasselt, 1978
- L'armée belge 1830-1980, Meddens, Bruxelles, 1978
- Het Belgisch leger 1830-1960, Heideland-Orbis, Hasselt, 1978
- Bruxelles 979-1979, Meddens, Bruxelles, 1978
- Brussel 979-1979, Heidelberg-Orbis, Hasselt, 1978
- Quand la Belgique était hollandaise, Paul Legrain, Bruxelles, 1978
- Le transport 1830-1930, Meddens, Bruxelles, 1979
- 150 ans de peinture, Paul Legrain, coll. 1830-1980, Bruxelles, 1979
- Pourquoi pas toute l'histoire de Belgique ?, Vokaer, Bruxelles, 1980
- Histoire des médecins belges, Wesmael-Charlier, Namur, 1981
- Les éminences grises de Laeken, Jean-Marie Collet, Bruxelles, 1982
- Cinq reines pour la Belgique, Jean-Marie Collet, Bruxelles, 1982
- La grande aventure chinoise des Belges, Wesmael-Charlier, Namur, 1982
- Ces Belges qui firent 1830, Jean-Marie Collet, Bruxelles, 1982
- (avec Hervé Gérard) Léopold III se tait, nous parlons, J.M. Collet, Bruxelles, 1983
- La prodigieuse révolution belge de 1789, Jean-Marie Collet, Bruxelles, 1983
- Chronique de la Régence, 1944-1950, Jean-Marie Collet, Bruxelles, 1983
- La grande aventure militaire des Belges, Paul Legrain, Bruxelles, 1983
- (avec Hervé Gérard) Albert I insolite, J.M. Collet, Bruxelles, 1984
- La libération, 1944-1945, Meddens, Bruxelles, 1984
- Histoire amoureuse des Belges. 1. Des Gaulois aux Bourguignons. 2. Du XVe au XVIIIe siècle. 3. Du XIXe siècle à nos jours, Paul Legrain, Bruxelles, 1984
- Histoire de la peinture belge des origines à nos jours, Jean-Marie Collet, Bruxelles, 1984
- Le pharaon des Belges, Léopold II, Jean-Marie Collet, Bruxelles, 1984
- (Dossier établi par Jo Gérard, Hervé Gérard et Gustave Rens) Se battre pour la Belgique 1940-1945, J.M. Collet, Bruxelles - Uccle, 1984
- Astrid en toute simplicité, Jean-Marie Collet, Bruxelles, 1985
- La guerre des paysans : 1797-1798, Jean-Marie Collet, Bruxelles, 1985
- Histoire de l'Église : du Christ à Jean-Paul II, Jean-Marie Collet, Bruxelles, 1985
- Napoléon, empereur des Belges, Jean-Marie Collet, Bruxelles, 1985
- Marie-Henriette, la lionne blessée, Jean-Marie Collet, Bruxelles, 1986
- Belgique: années 50, Meddens, Bruxelles, 1986
- Belgique: années 60, Meddens, Bruxelles, 1986
- La sorcellerie et ses mystères en Belgique, Jean-Marie Collet, Bruxelles, 1986
- Grands Wallons, Jean-Marie Collet, Bruxelles, 1986
- Les Belges dans le monde, Meddens, Bruxelles, 1987
- Marie-Thérèse, impératrice des Belges, Jean-Marie Collet, Bruxelles, 1987
- L'épopée des Flamandes et des Flamands, SYNEDI, 1998, Préface de Jos Chabert
- La franc-maçonnerie en Belgique, J.M. Collet, Bruxelles, 1988
- Ces juifs qui firent la Belgique, J.M. Collet, Bruxelles, 1990
- Les sociétés secrètes et leurs mystères, Bruxelles, 1991
- La Belgique, martyre du Duc d'Albe, Jean-Marie Collet, Bruxelles, 1993
- Isabelle, l'Infante qui sauva la Belgique, Jean-Marie Collet, Bruxelles, 1995
- L'étrange histoire des animaux en Belgique, Jean-Marie Collet, Braine L'Alleud, 2003.